# PGC 42441
LEDA/PGC 42441 (auch NGC 4603B) ist eine Balken-Spiralgalaxie vom Hubble-Typ SBb im Sternbild Zentaur am Südsternhimmel. Sie ist schätzungsweise 135 Millionen Lichtjahre von der Milchstraße entfernt.

Im selben Himmelsareal befinden sich u. a. die Galaxien NGC 4601, NGC 4603, NGC 4616, NGC 4622.